# Marcella Rivi
Marcella Rivi, pseudonimo di Sonia Pearlswig (1910 – 1981), è stata una paroliera e cantante italiana.

## Biografia
Dopo aver studiato canto ed aver iniziato l'attività nel mondo della lirica, si dedica alla composizione di testi per canzoni, soprattutto in collaborazione con il compositore Carlo Innocenzi, che sposerà successivamente.
Scrive testi di canzoni per film sempre in collaborazione con il marito, per il Festival di Sanremo, per quello di Napoli, molte sue canzoni verranno premiate a vari concorsi come quello della Festa di San Giovanni a Roma.
Le sue canzoni verranno interpretate dai maggiori cantanti dell'epoca come Carlo Buti, Achille Togliani, Nunzio Gallo, Claudio Villa, Giacomo Rondinella, Carla Boni, Luciano Virgili, e più recentemente Luciano Pavarotti.
Muore nel 1981.

## Canzoni
- Nostalgia d'amore
- Il postino innamorato
- Tango di Manola
- La serenata del soldato
- Io t'ho incontrata a Napoli
- Stornellata romana
- Prigioniero di un sogno
- Povero amico mio
- Addio sogni di gloria
- Gira e fa la rota
- Un saluto al mio paese
- Vedi Napoli e poi muori
- Canzone di primavera
- Amore sotto la luna
- Portoncino de Testaccio

## Varietà musicali Eiar
- Varietà, con orchestrina moderna di Saverio Seracini, con Marcella Rivi, trasmesso il 3 marzo 1940
- Canzoni e ritmi, programma musicale con l'orchestra di Armando Fragna trasmesso il 15 maggio 1940